# André Boudrias
Pour les articles homonymes, voir Boudrias.
André Gaston Boudrias (né le 19 septembre 1943 à Montréal dans la province de Québec au  Canada et mort le 5 février 2019 à Whistler dans la province de la Colombie-Britannique au Canada) est un joueur canadien de hockey sur glace professionnel.

## Biographie

### Carrière de joueur
Boudrias est signé très tôt par les Canadiens de Montréal, sa ville natale, et devient un membre du Canadien Junior de 1961 à 1964 . Il remporte à deux reprises le titre de meilleur pointeur des Canadiens juniors notamment lors de la sélection de 1963-1964 , composée du futur membre du Temple de la renommée Yvan Cournoyer, de Jacques Lemaire et de Serge Savard. Il connait un début de carrière explosif dans la Ligue nationale de hockey (LNH) lors d'une série de quatre matchs au cours de la saison 1963-1964, amassant 4 aides et 5 points.
Devenu professionnel en 1964, Boudrias devait offrir un bel avenir aux Canadiens, mais sa carrière ne décolle pas au contraire de ses anciens coéquipiers comme Cournoyer.  Il ne joue que trois matchs de la LNH au cours des trois saisons suivantes, enregistrant une seule passe.
Cependant, l’extension de la LNH en 1967 s’avère être une grande opportunité pour des joueurs comme Boudrias, et il est envoyé aux North Stars du Minnesota le jour du repêchage d’expansion de 1967 . En 1967-1968, il connait une excellente saison recrue, menant les North Stars avec 35 aides et terminant deuxième aux points avec 53 points lors de la saison inaugurale. Cependant, il aura du mal la saison suivante, ne marquant que 13 points en 53 matches. Lui et Mike McMahon sont envoyés au Black Hawks de Chicago en échange de Tom Reid et Bill Orban le 14 février 1969 . Il réalise une bonne fin de saison à Chicago, mais est récupéré par les Blues de Saint-Louis lors du repêchage intra-ligue. Boudrias subie une autre saison décevante à Saint-Louis, puisqu'il n'inscrit que 3 buts en 50 matchs et est rétrogradé en ligue mineure pendant 19 matchs. Cependant, il marque 6 points en 14 matchs pour aider les Blues à se rendre à la finale de la Coupe Stanley, où l'équipe échoue face au célèbre but de Bobby Orr.
La carrière de Boudrias s'est accélérée lorsqu'il est sélectionné pour l’agrandissement des Canucks de Vancouver pour la saison 1970-1971. Il devient rapidement le meilleur joueur offensif de l'équipe , menant l'équipe avec un record en carrière de 66 points. En fin de compte, il est le meilleur buteur de l'équipe lors de leur quatre premières saisons et se fait devancer par Bobby Schmautz d’un point l’année suivante.
À Vancouver, Boudrias hérite du surnom de « Superpest » pour son excellent patinage et ses qualités en récupération du palet. Il devient rapidement l'un des joueurs les plus populaires et les plus identifiables de la jeune franchise et la première vraie star offensive dans l'histoire de l'équipe.
Boudrias établit des records de franchise pour les aides et les points pour la saison 1973-1974, et bat ses deux propres records la saison suivante. Ses 62 assistances de 1975 sont restées le record de la franchise pendant plus de trois décennies jusqu'à ce qu'il soit battu par Henrik Sedin en 2006-2007. Il aide Vancouver à disputer sa première participation aux séries éliminatoires en 1975, le seul joueur encore présent de l'équipe inaugurale de 1970.
Boudrias est nommé capitaine de l'équipe pour la saison 1975-1976, mais il réalise sa plus mauvaise performance en tant que Canuck, terminant avec seulement 7 buts et 38 points, étant de plus en plus utilisé dans un rôle défensif.
Ayant dépassé la trentaine et avec une carrière en déclin dans la LNH, Boudrias quitte les Canucks après la saison 1975-1976 pour revenir plus près de chez lui, en signant avec les Nordiques de la Association mondiale de hockey (AMH) au Québec. Il réalise encore deux autres bonnes saisons, aidant les Nordiques à remporter le championnat de l'AMH avec une solide performance en séries éliminatoires en 1977, avant de prendre sa retraite en 1978.
Boudrias a terminé sa carrière dans la LNH avec 151 buts et 340 passes pour 491 points en 662 matchs, avec seulement 216 minutes de pénalité. Il a également marqué 22 buts et 48 passes pour 70 points en 140 matchs de l'AMH .

### Carrière encadrement
Après sa carrière, Boudrias deviendra l'un des recruteurs sportifs les plus respectés du jeu pour les Canadiens de Montréal et le Devils du New Jersey. Grâce à son rôle de recruteur, il a ainsi participé à la construction des effectifs qui ont remporté la Coupe Stanley en 1986 et 1993 pour les Canadiens et en 2000 et 2003 pour les Devils . En effet, après plusieurs années à Montréal il est congédié et rejoint le New Jersey à l'été 1994 avec le directeur général Serge Savard.
André Boudrias meurt le 5 février 2019 à l'âge de 75 ans à Whistler en Colombie-Britannique,.

## Statistiques
| Saison     | Équipe                      | Ligue      |     | Saison régulière | Saison régulière | Saison régulière | Saison régulière | Saison régulière |   | Séries éliminatoires | Séries éliminatoires | Séries éliminatoires | Séries éliminatoires | Séries éliminatoires |
| Saison     | Équipe                      | Ligue      | PJ  | B                | A                | Pts              | Pun              | PJ               | B | A                    | Pts                  | Pun                  |                      |                      |
| 1961-1962  | Canadien junior de Montréal | AHO        | 50  | 34               | 63               | 97               | 0                | -                | - | -                    | -                    | -                    |                      |                      |
| 1962-1963  | Canadien junior de Montréal | AHO        | 50  | 12               | 43               | 55               | 0                | -                | - | -                    | -                    | -                    |                      |                      |
| 1963-1964  | Canadien junior de Montréal | AHO        | 55  | 38               | 97               | 135              | 0                | -                | - | -                    | -                    | -                    |                      |                      |
| 1963-1964  | Canadiens de Montréal       | LNH        | 4   | 1                | 4                | 5                | 2                | -                | - | -                    | -                    | -                    |                      |                      |
| 1964-1965  | As de Québec                | LAH        | 14  | 4                | 9                | 13               | 43               | -                | - | -                    | -                    | -                    |                      |                      |
| 1964-1965  | Canadiens de Montréal       | LNH        | 1   | 0                | 0                | 0                | 2                | -                | - | -                    | -                    | -                    |                      |                      |
| 1965-1966  | As de Québec                | LAH        | 1   | 2                | 0                | 2                | 0                | -                | - | -                    | -                    | -                    |                      |                      |
| 1966-1967  | Canadiens de Montréal       | LNH        | 2   | 0                | 1                | 1                | 0                | -                | - | -                    | -                    | -                    |                      |                      |
| 1967-1968  | North Stars du Minnesota    | LNH        | 74  | 18               | 35               | 53               | 42               | 14               | 3 | 6                    | 9                    | 8                    |                      |                      |
| 1968-1969  | North Stars du Minnesota    | LNH        | 53  | 4                | 9                | 13               | 6                | -                | - | -                    | -                    | -                    |                      |                      |
| 1968-1969  | Black Hawks de Chicago      | LNH        | 20  | 4                | 10               | 14               | 4                | -                | - | -                    | -                    | -                    |                      |                      |
| 1969-1970  | Blues de Saint-Louis        | LNH        | 50  | 3                | 14               | 17               | 20               | 14               | 2 | 4                    | 6                    | 4                    |                      |                      |
| 1970-1971  | Canucks de Vancouver        | LNH        | 77  | 25               | 41               | 66               | 16               | -                | - | -                    | -                    | -                    |                      |                      |
| 1971-1972  | Canucks de Vancouver        | LNH        | 78  | 27               | 34               | 61               | 16               | -                | - | -                    | -                    | -                    |                      |                      |
| 1972-1973  | Canucks de Vancouver        | LNH        | 77  | 30               | 40               | 70               | 24               | -                | - | -                    | -                    | -                    |                      |                      |
| 1973-1974  | Canucks de Vancouver        | LNH        | 78  | 16               | 59               | 75               | 18               | -                | - | -                    | -                    | -                    |                      |                      |
| 1974-1975  | Canucks de Vancouver        | LNH        | 77  | 16               | 62               | 78               | 46               | 5                | 1 | 0                    | 1                    | 0                    |                      |                      |
| 1975-1976  | Canucks de Vancouver        | LNH        | 71  | 7                | 31               | 38               | 10               | 1                | 0 | 0                    | 0                    | 0                    |                      |                      |
| 1976-1977  | Nordiques de Québec         | AMH        | 74  | 12               | 31               | 43               | 12               | 17               | 3 | 12                   | 15                   | 6                    |                      |                      |
| 1977-1978  | Nordiques de Québec         | AMH        | 66  | 10               | 17               | 27               | 22               | 11               | 0 | 2                    | 2                    | 4                    |                      |                      |
| Totaux LNH | Totaux LNH                  | Totaux LNH | 662 | 151              | 340              | 491              | 216              | 34               | 6 | 10                   | 16                   | 12                   |                      |                      |
| Totaux AMH | Totaux AMH                  | Totaux AMH | 140 | 22               | 48               | 70               | 34               | 28               | 3 | 14                   | 17                   | 10                   |                      |                      |